# Timmele
Timmele är en tätort i Ulricehamns kommun och kyrkbyn i Timmele socken belägen åtta kilometer norr om Ulricehamn.

## Historia
Det har funnits bebyggelse på platsen under lång tid, eftersom Ätran rinner genom orten och Ätrastigen passerade här. I Timmele socken finns det många fornlämningar från stenåldern och framåt. Vid det gamla vadstället över Ätran finns vackra s.k. hålvägar, som leder ner till Ätran. Hålvägarna i Timmele är Sveriges bäst bevarade hålvägar det vill säga ridvägar som blivit djupa sänkor genom århundradena. Här var en viktig knutpunkt mellan Ätrastigen och en av huvudvägarna mellan Jönköping och Göta älvs mynning. 

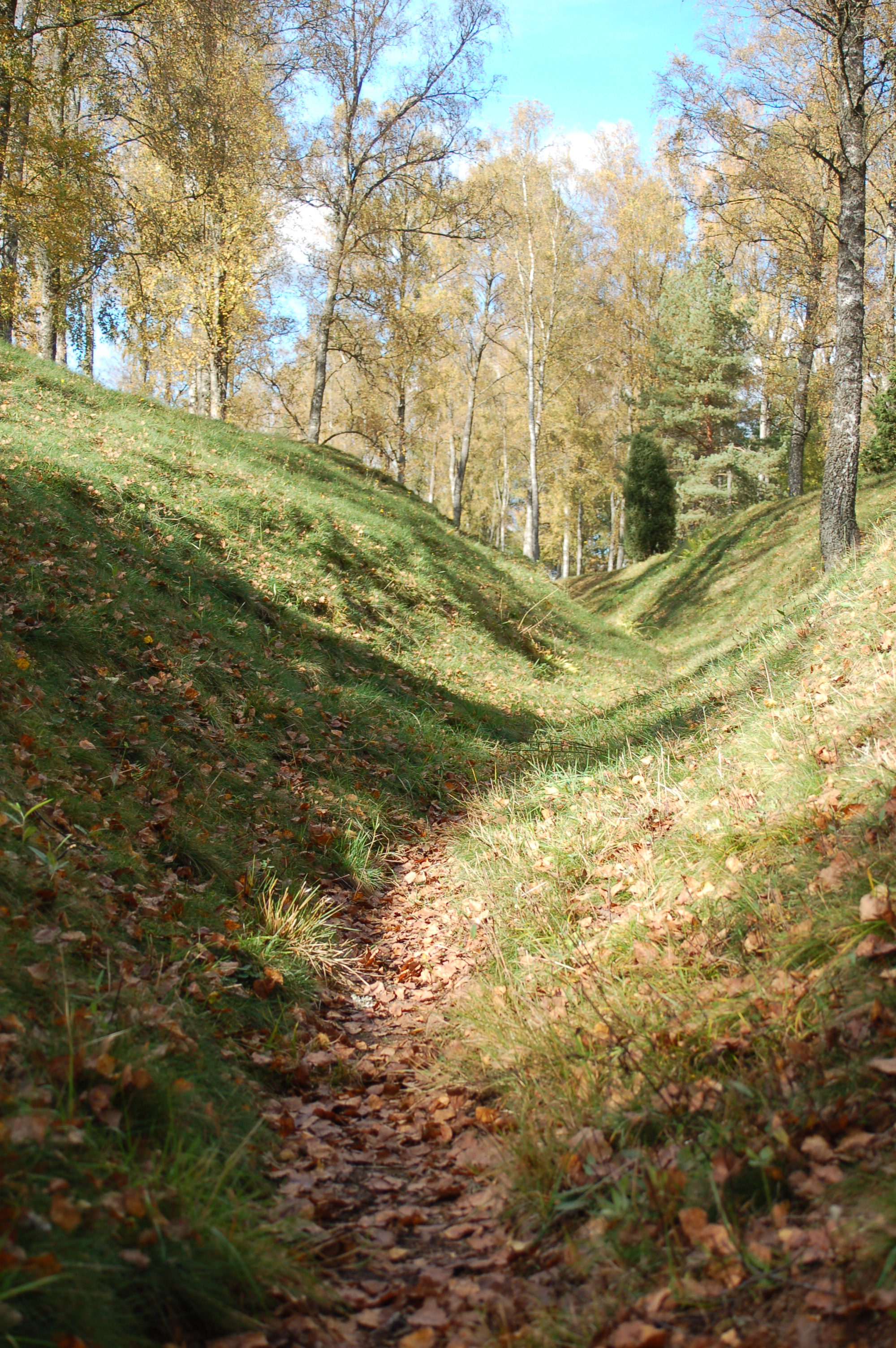
Hålvägarna i Timmele.

På 1600-talet anlades en gästgivaregård här och den fasta tingsplatsen för Redvägs härad. Kyrkan byggdes ursprungligen i mitten på 1100-talet.
Vid kyrkan finns Timmele miniby, som i skala 1:10 åskådliggör hur Timmele by såg ut vid tiden för laga skifte 1880–1884. Minibyn har uppförts av byalaget i Timmele by.

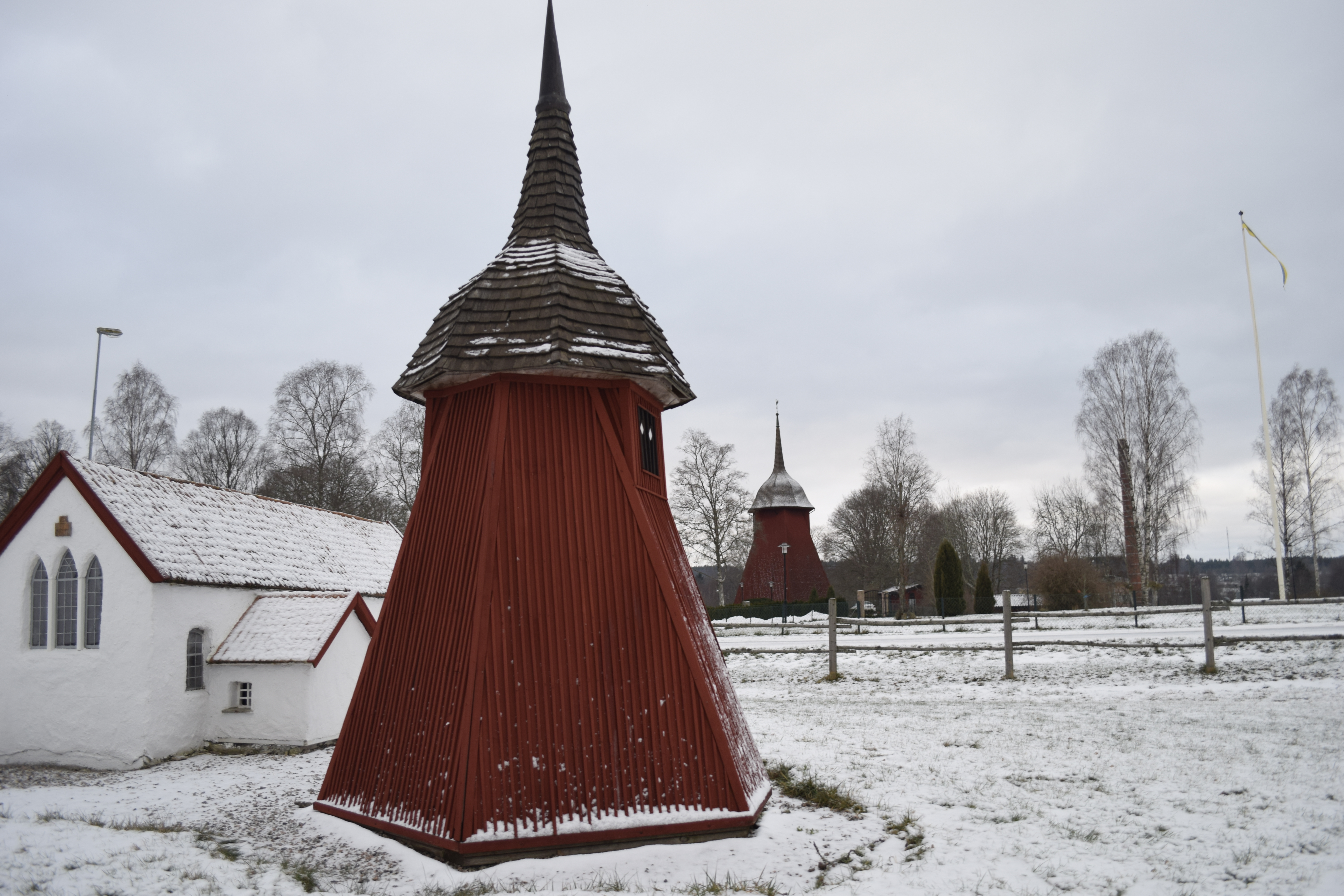
Frälsargården minibyn

### Ortnamnet
Ortnamnet, skrivet Timella sokn 1424, kan kanske innehålla dialektordet hälla, som betyder 'berghäll, klippa'.
Timmele har haft flera olika namn genom åren, bl.a. Tymmela och Timmelhed. Timmele har det hetat sedan tidigt 1900-tal. När den första järnvägen togs i bruk 1874 lades stationen i byn Lena och därför kom järnvägs-, post- och telegrafadress under lång tid att vara Lena.

### Befolkningsutveckling
| Befolkningsutvecklingen i Timmele 1960–2020 | Befolkningsutvecklingen i Timmele 1960–2020 | Befolkningsutvecklingen i Timmele 1960–2020 | Befolkningsutvecklingen i Timmele 1960–2020 | Befolkningsutvecklingen i Timmele 1960–2020 |
| ------------------------------------------- | ------------------------------------------- | ------------------------------------------- | ------------------------------------------- | ------------------------------------------- |
|                                             |                                             |                                             |                                             |                                             |
| År                                          |                                             |                                             | Folkmängd                                   | Areal (ha)                                  |
| 1960                                        | 1960                                        |                                             | 444                                         |                                             |
| 1965                                        | 1965                                        |                                             | 500                                         |                                             |
| 1970                                        | 1970                                        |                                             | 611                                         |                                             |
| 1975                                        | 1975                                        |                                             | 849                                         |                                             |
| 1980                                        | 1980                                        |                                             | 879                                         |                                             |
| 1990                                        | 1990                                        |                                             | 926                                         | 112                                         |
| 1995                                        | 1995                                        |                                             | 916                                         | 112                                         |
| 2000                                        | 2000                                        |                                             | 856                                         | 112                                         |
| 2005                                        | 2005                                        |                                             | 850                                         | 112                                         |
| 2010                                        | 2010                                        |                                             | 847                                         | 121                                         |
| 2015                                        | 2015                                        |                                             | 788                                         | 113                                         |
| 2020                                        | 2020                                        |                                             | 772                                         | 139                                         |
|                                             |                                             |                                             |                                             |                                             |

## Samhället
I Timmele finns det en högstadieskola, Ätradalsskolan, och en låg- och mellanstadieskola samt flera förskolor. Förutom skolor finns det en idrottsanläggning med fotbollsplan. Mitt i centrum ligger en livsmedelsaffär, Ica Handelsboden.
Timmeleparken är en av landets få bevarade folkparker. När närbelägna Ulricehamns Betong köpte mark för att bygga ut ingick parken i köpet, men istället för att riva parken, valde företaget att rusta upp den och hyra ut den. Idag används parken för allt från veteranbilsträffar till motionsdans. 
Timmele hembygdsförening äger och sköter hembygdsgården Gästgivaregården, som byggdes omkring 1790 och där gästgiveri och skjutshåll pågick till början av 1900-talet.

## Idrott
Här finns en idrottsförening, Timmele idrottsförening. Timmeles fotbollslag spelar i division 5 Ulricehamn. Boxningsklubben Grizzly BK hade sin lokal i Timmele till hösten 2023.

## Timmele i film
Timmele nämns i filmen Änglagård - andra sommaren då huvudrollsinnehavarna åker till "Timmeledansen". Scenen från "Timmeledansen" i filmen är dessvärre inte inspelad i Timmele. I filmen Änglagård – tredje gången gillt förekommer Timmele flygfält.

## Utbildning
- Ätradalsskolan (årskurs 7-9)[8]
- Timmele skola (årskurs F-6)

## Näringsliv
Större företag i tätorten:
- Ulricehamns Betong AB, 110 anställda (april 2011)[9]

## Kända personer med anknytning till Timmele
- Leif Andrée, skådespelare.[10]
- Marcos Ubeda, kompositör, producent och musiker.
- Fredrik Birging, nyhetschef på MTG Radio och nyhetsankare i Rix FM, Lugna Favoriter och Star FM.
- Jenny Johansson, orienterare.